# 프란시스코 카나로

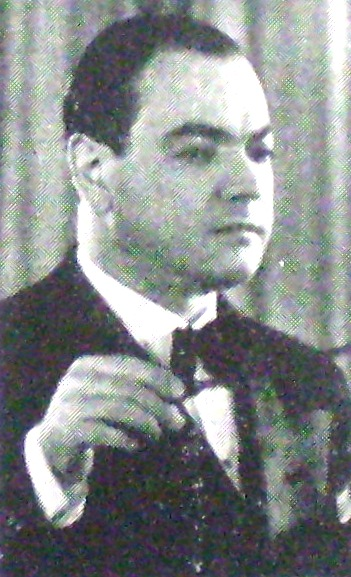

프란시스코 카나로(Francisco Canaro, 1888년 ~ 1964년)는 아르헨티나의 바이올린 연주자, 작곡가 및 편곡가이다. 우루과이의 산호세데마요에서 태어나 3세 때 양친과 함께 부에노스 아이레스에 이주하였다. 어릴 때부터 음악을 좋아하였으며, 바이올린을 습득해 1906년에 탱고 음악가로 데뷔하였다. 1910년대부터 오케스트라 티피카 와 피린초 5중주단을 결성해 언제나 대중에게 영합한 평이하고 간명한 연주 스타일로 인기를 쌓았다. 뮤지컬 쇼나 영화를 제작하여 다방면에서 활약이 많았으며, 특히 탱고의 발전에 큰 공헌을 하여 탱고의 왕과 살아있는 탱고의 역사 등의 별명을 들으며 탱고 사상 최고의 공로자로 지금도 여전히 대중의 지지와 인기를 획득하고 있다. 탱고 생활 60여 년 동안 1925년의 파리 공연을 비롯하여 수십번의 해외공연 등으로 탱고의 참다운 멋과 뜻을 세계에 널리 알린 그의 공적은 매우 크다. 1964년 12월 14일에 반세기가 넘는 탱고의 생애를 마치기까지 탱고계의 왕좌에 군림하였다. 그의 작품으로는 〈라 바라 페르테〉를 비롯하여 〈센티미엔토 가우 초〉, 〈아디오스 팜파 미아〉 등 약 700곡이나 되는 명곡이 있다.